# Urbamet
Urbamet est une association française ayant pour objectif le partage des connaissances entre les professionnels de l'urbanisme, de l'habitat et des déplacements. Elle est connue en particulier pour la base de données bibliographique qu'elle produit depuis 1978.

## Activités
Urbamet anime un réseau de professionnels de l’information et de la documentation (documentalistes du réseau des agences d'urbanisme - voir Agence d'urbanisme-, de celui des écoles d’architecture, des universités, des collectivités publiques, des professionnels  -CFDU, Centre d’études sur les réseaux, les transports, l’urbanisme et les constructions publiques - CERTU-…).
Fondée en 2000 par le Ministère de l’Equipement (DGUHC / Centre de documentation de l’urbanisme) et la Région Ile-de-France (Institut d'aménagement et d'urbanisme de la région d'Île-de-France), l’association est également membre, pour la France, de l'association européenne Urbandata. 
Base de données Urbamet
L’association  produit, Urbamet, base de données bibliographiques française sur l'urbanisme, l'aménagement du territoire, les villes, l'habitat et le logement, l'architecture, les équipements collectifs, les transports, les collectivités locales etc. qui rassemble et diffuse la mémoire de l’aménagement, de l’urbanisme et de l’habitat.
Créée en 1978, la base s'appuie sur un réseau de coproduction qui rassemble des centres de documentation et des bibliothèques appartenant à plusieurs administrations, universités, collectivités locales, bureaux d'études.
Urbamet proposait, en 2008, plus de 230 000 références de documents, dont certains sont consultables en texte intégral. Elle couvre principalement la France et l'Europe, les grandes métropoles mondiales et les pays en développement. Le fonds documentaire d'Urbamet est très varié (périodiques, thèses, ouvrages notamment) mais l'une de ses spécificités est la richesse de sa collection de rapports d'études et de recherches. La base s'adresse particulièrement aux urbanistes, élus locaux, architectes et professionnels de l'aménagement, chercheurs et étudiants, bibliothécaires et documentalistes .... Les  2 dernières années de la base sont consultables gratuitement sur le site de l'association.
En 2020, la base contient plus de 278 000 notices dont 6 000 associées à du texte intégral. À cette date, les membres du réseau dressent le constat de leur incapacité à poursuivre l'alimentation de la base, très limitée depuis 2015. Un appel à projets est alors lancé pour « la reprise, l’exploitation et le développement de la base de données et du thésaurus Urbamet ». Le projet vise la migration de la base depuis le logiciel propriétaire de la société Cadic vers une solution open source.
Thesaurus Urbamet
Dès la création de la base de données, l'organisation hiérarchisée de tous ses thèmes a donné lieu à la construction du thésaurus URBAMET. Depuis 2002 le thésaurus est  consultable en ligne en français, en anglais et en espagnol. 
Portail Urbadoc
Produit de l’association européenne Urbandata, il permet, depuis une entrée unique, et sur abonnement, de consulter plus d’un million de notices bibliographiques de documents (ouvrages, rapports d’études et de recherches, articles de périodiques…) référencés dans les principales bases de données européennes du domaine : Urbamet (France), extraits de Francis et Pascal (France), Acompline et Urbaline (Royaume-Uni), Archinet : Docet, Bibliodata, CNBA  (Italie), Urbaterr (Espagne), Orlis (Allemagne).